# Morten Risager
Morten Risager (ur. 30 września 1987 w Aarhus) – duński żużlowiec.

## Życiorys
Trzykrotny medalista młodzieżowych indywidualnych mistrzostw Danii: dwukrotnie srebrny (2005, 2007) oraz brązowy (2004).
Brązowy medalista indywidualnych mistrzostw Europy juniorów (Rybnik 2004). Trzykrotny medalista drużynowych mistrzostw świata juniorów: srebrny (Holsted 2008) oraz dwukrotnie brązowy (Pardubice 2005, Rybnik 2006). Trzykrotny finalista indywidualnych mistrzostw świata juniorów (Wiener Neustadt 2005 – jako rezerwowy, Ostrów Wielkopolski 2007 – VIII miejsce, Pardubice 2008 – XII miejsce). 
W lidze brytyjskiej reprezentant klubów z Coventry (2004–2007), Eastbourne (2007, 2012–2013), Peterborough (2008), Wolverhampton (2008), Ipswich (2009, 2011–2013), Belle Vue (2009, 2011), Swindon (2009–2010), King’s Lynn (2011) oraz Poole (2012). Trzykrotny medalista drużynowych mistrzostw Wielkiej Brytanii: złoty (2007) oraz dwukrotnie srebrny (2005, 2009).
W lidze polskiej startował w barwach klubów: KM Ostrów Wielkopolski (2006–2007), GTŻ Grudziądz (2008), Start Gniezno (2009) oraz Orzeł Łódź (2010).